# Dôme des Nants
Dôme des Nants – szczyt w Alpach Graickich, części Alp Zachodnich. Leży we wschodniej Francji w regionie Owernia-Rodan-Alpy. Należy do masywu Vanoise. Szczyt można zdobyć ze schroniska Refuge de la Valette (2590 m). Należy do Parku Narodowego Vanoise.